# لورينزو دي ميديشي دوق أوربينو

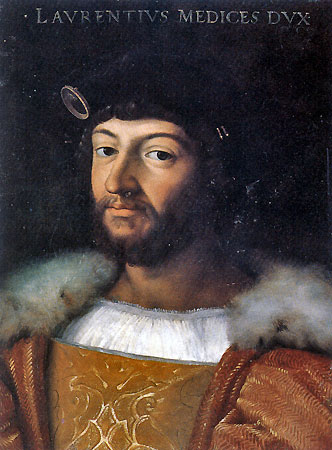
Lorenzo II de' Medici, duca di Urbino

لورينزو دي بييرو دي ميديشي، المعروف بدوق أوربينو (فلورنسا، 12 سبتمبر 1492 - فلورنسا، 4 مايو 1519)، دوق أوربينو من 1516 حتى 1519 عبر وساطة عمه البابا لاون العاشر.
هو ابن بييرو الثاني دي ميديشي («المغقل») وألفونسينا أورسيني. وجدّه لورينزو الرائع. عاش شبابه في روما حيث لجأت عائلة ميديشي بعد طرد عام 1494، عندما فتح والده أبواب توسكانا أمام الملك الفرنسي شارل الثامن.
استطاع لورينزو في عام 1512 العودة إلى فلورنسا بفضل دعم البابا يوليوس الثاني والرابطة المقدسة: فقد غزا جيش إسباني بقيادة رامون دي كاردونا موجيلو ونهب براتو وكامبي بيزنسيو بشكل رهيب. واستسلم الفلورنسيون حيال هذا الاجتياح ووافقوا على عودة عائلة الميديشية.
كان نيكولو مكيافيلي أيضاً من بين ضحايا القمع والانتقام، الذي كا قد نفي إلى أرضه في سان كاشانو في فال دي بيزا بيير واضطر الغونفالونييري بيير سوديريني إلى المنفى.
في سنة 1516، وبفضل دعم البابا لاون العاشر (عمه، لكونه الابن البابوي ل«الرائع»)، نـُصـّب لورينزو على دوقية أوربينو، وأُزيح آل ديلا روفيري إثر حرب مكلفة وعبثية.
في سنة 1518، عندما تعرضت الدوقية لهجوم من جانب القوات البرية لآل ديلا روفيري المخلوعين لم يقدر لورينزو صد الهجوم وأصيب خلاله، وحسناً فعل بالتخلي عن قيادة الحرب لبرناردو دوفيزي دا بيبيينا (معروف باسم كاردينال بيبيينا)، كاتب موهوب ورجل في غاية الأناقة بقدر ما كان سيئاً كرجل حرب، والذي بدوره أجبرهم على التراجع.
تزوج بمدينة أمبواز في 2 مايو 1518 مادلين دي لاتور (1495 - 28 أبريل 1519).
الزوجة رفيعة النسب هي ابنة جان الثالث دو لا تور (كونت أوفيرن ولوراغواي)، وجين بوربون الملقبة ب«جين الشابة.» من زواجهما ولدت كاترين دي ميديشي، ملكة فرنسا في المستقبل.
توفي بعد أقل من شهرين من ولادة ابنته كاترين، وبوفاته عادت دوقية أوربينو إلى أسرة ديلا روفيري. والدوق ألساندرو دي ميديشي هو إبنه غير الشرعي من خادمة أمه سيمونيتا كوليفيكيو، ولكن هناك من يعتبر أن هذا الخبر مؤامرة لتغطية حقيقة أن ألساندرو ربما كان ثمرة حب بين خادمة سمراء والكاردينال جوليو دي ميديشي، الذي أصبح فيما بعد البابا كليمنس السابع.
أُهدي إليه كتاب الأمير لنيكولو مكيافيلي.
قبره في مدفن آل ميديشي في كنيسة سان لورينزو بفلورنسا، وهو مزخرف مع الشروق والغروب، وصورته بثوب كوندوتييرو روماني (لا تشبه أبداً)، وكلها من أعمال مايكل أنجلو. لتشابه اسمه مع جدّه لورينزو الرائع (كلاهما اسمه لورينزو دي بييرو دي ميديشي) كثيراً ما يخلط بين قبريهما.